# 里纳特·阿尤波夫
里纳特·扎伊杜拉耶维奇·阿尤波夫（俄语：Ринат Зайдулаевич Аюпов，羅馬化：Rinat Zaydulayevich Ayupov，1974年8月13日—）俄罗斯政治人物，第8届国家杜马会议代表。1996年，他毕业于阿斯特拉罕国立技术大学。 2010年至2011年，他担任阿斯特拉罕市杜马代表。2011年至2021年，他担任阿斯特拉罕州第5届、第6届和第7届杜马代表。他还是一位企业家，并担任阿斯特拉罕最大物流公司的负责人长达15年。
自2021年9月19日起担任第8届国家杜马代表。他与统一俄罗斯党一起代表卡尔梅克共和国和阿斯特拉罕州选区竞选。

## 制裁
他是美国财政部于2022年3月24日因2022年俄乌战争而受到制裁的国家杜马成员之一。出于同样的原因，他也招到英国政府的制裁。